# Пангало, Константин Иванович

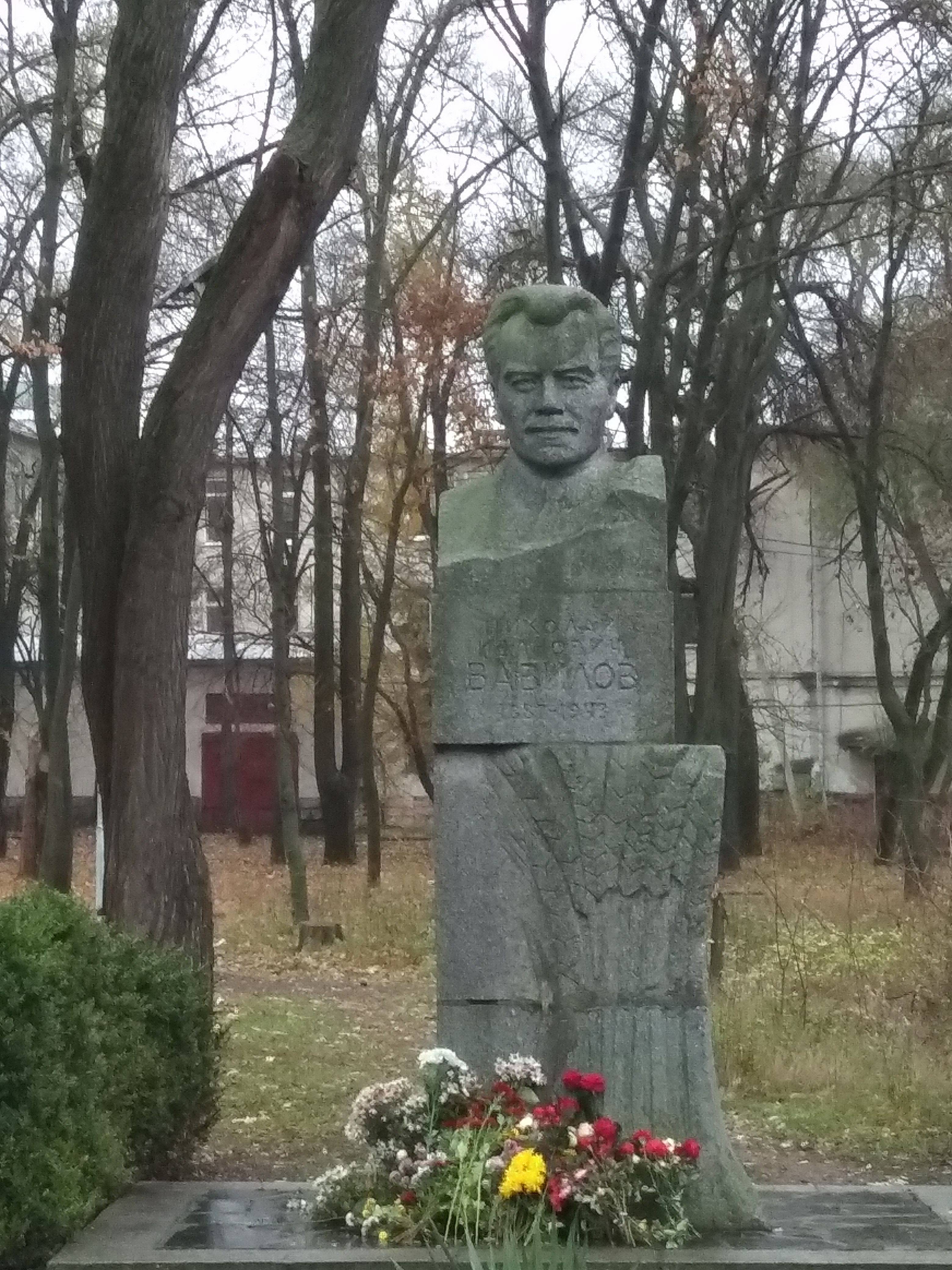
Вавилов Н.И коллега Пангало К. И.

Константи́н Ива́нович Па́нгало (20 сентября [2 октября] 1883, Харьков — 5 марта 1965, Тирасполь) — русский ботаник, по происхождению наполовину русский, наполовину грек, селекционер-овощевод, доктор биологических наук.
Старший ребёнок в семье обрусевшего грека коммерсанта-негоцианта Иоанна Константиновича Па́нгалоса, который является потомком херсонского дворянина Панголо Иоанна Яковлевича, и дочери московского купца Марии Васильевны Ремизовой, троюродной сестры А. М. Ремизова.
Работал под руководством Н. И. Вавилова.

## Другие растения, описанные Пангало
- Разновидность арбуза обыкновенного — Citrullus aedulis Pangalo, 1930[2]
  - syn. Citrullus lanatus var. lanatus (Thunb.) Matsum. & Nakai

## Монографии, статьи и доклады (1919—1971)
- Введение в сортоводство
- Как крестьянину улучшить семена льна-долгунца в своем хозяйстве
- Как создан и как работает Всесоюзный институт прикладной ботаники и новых культур
- Семеноводство и сортоводство в России
- Основы селекции
- Дыни
- Арбузы
- Кормовые и бахчевые культуры в Молдавии
- Сорта селекции отдела бахчевых культур
- Дневники наблюдений по бахчевым культурам (1937—1963).
- Фотографии кабачков, патиссонов и тыкв (1948, 1971).

### Другие произведения
- Рукопись поэмы «Астронавт» (об академике Т. Д. Лысенко)
- Стихи (1957—1962).
- Воспоминания (1958—1963): «Главы моей жизни», «Н. И. Вавилов как человек и учёный», «К. А. Тимирязев».